# Día de Ceuta
El Día de Ceuta celebrado en Ceuta el 2 de septiembre, es una fiesta que marca la fecha en que Pedro de Menezes, primer conde de Vila Real, se convirtió en el primer gobernador de Ceuta por el rey Juan I de Portugal en el 2 de septiembre de 1415, después de la conquista de Ceuta.

## Leyenda
(mientras Juan I de Portugal buscaba gobernadores, el joven Pedro estaba cerca, jugando distraídamente choca (una especie de hockey medieval) con un palo de zambujeiro o Aleo (olivo silvestre). Escuchando a todos los altos nobles inventando excusas para evitar el trabajo, el joven Pedro de Menezes dio un paso adelante y se acercó al rey con su palo de juego (aleo) en la mano y le dijo, con este palo me basto para defender a Ceuta de todos sus enemigos. Como resultado de En esta historia, a todos los futuros gobernadores portugueses de Ceuta se les presentaría un personal de zambujeiro como símbolo de su cargo en su investidura.) El aleo que fue utilizado por Pedro se conserva en la Santuario de Santa María de África en Ceuta, la estatua de Maria sostiene el aleo.
Se puede ver 'Aleu' o 'aleo' en el escudo de armas de Alcoutín y Vila Real, donde los descendientes de Pedro se hicieron Conde de Alcoutim o Conde de Vila Real, respectivamente.

## Actos conmemorativos
Habitualmente coincide con la entrega de Medalla de la Autonomía de Ceuta por el gobierno autonómico. Es una condecoración, otorgada por esta ciudad autónoma. Tiene por objeto servir de reconocimiento a todo ciudadano ceutí de origen que haya realizado alguna acción, servicio o mérito en beneficio de la población y de la ciudad de Ceuta.